# Bell AH-1 SuperCobra
Bell AH-1 SuperCobra je dvomotorni jurišni helikopter ameriškega podjetja Bell Helicopter. SuperCobra ima za razliko od Bell AH-1 Cobra dva motorja. V družino dvomotornih Supercober spadajo še AH-1J SeaCobra, AH-1T Improved SeaCobra, in AH-1W SuperCobra. Slednja je glavni jurišni helikopter ameriških marincev, v prihodnosti ga bo nadomestil Bell AH-1Z Viper
Originalna lahka jurišna Cobra je bila razvita v srednjih 1960ih za uporabo v vietnamski vojni. Imela je precej enakih delov kot UH-1 »Huey«. Bell je za ameriško kopensko vojsko dobavil 1.116 AH-1G med letoma 1967 in 1973.
Ameriški marinci so izrazili zanimanje za AH-1G, vendar so za večjo zanesljivost pri obratovanju nad morjem in večjo nosilnost zahtevali dva motorja. Obrambno ministrstvo sprva ni hotelo nove in drugačne Cobre. Marinci so na koncu naročili 49 AH-1J SeaCobra pri Bellu. AH-1J je imela močnejši 20-mm  Gatling top XM197.
Bell je uporabil sisteme iz modela 309 za razvoj različice AH-1T. Nova različica je bila zanesljivejša in lažja za vzdrževanje. Bolj sposobna verzija AH-1T+ je imela močnejše motorje T700-GE-700 in novejšo avioniko. Predlagali so jo tudi Iranu, vendar zaradi spremembe oblasti posel ni bil sklenjen.
V 1980ih so Marinci hoteli novi mornariški helikopter, vendar niso dobil spredstev za nakup Boeing AH-64 Apache. Marinci so zato hoteli močnejšo verzijo AH-1T, nov helikopter naj bi imel nove protiklepne rakete AGM-114 Hellfire in rakete zrak-zrak AIM-9 Sidewinder. Novi helikopter je dobil oznako AH-1W. Proizvedli so 179 AH-1W in 43 modernizacij AH-1T.
Demonstracijski primerek AH-1T+ in prototipa AH-1W so imeli eksperimentalni glavni rotor iz kompozitnih materialov. Povečale so se sposobnosti, zmanjšal hrup in odpornost na sovražnikov ogenj. Ker ni dobil pogodbe od marincev, je Bell razvil AH-1Z s svojimi sredstvi. Razvoj morske verzije AH-64 naj bi bil predrag, zato so se odločili za modernizacijo 180 AH-1Ws b AH-1Zs.
AH-1Z Viper ima nekaj sprememb: ima večje krilo z več nosilci za orožje. Lahko je oborožen s 70-mm raketami Hydra ali pa AGM-114 Hellfire. Ima tudi možnost namestitve radarja Longbow.

## Tehnične specifikacije(AH-1J SeaCobra)
- Posadka: 2: pilot in operater orožja
- Dolžina: 53 ft 5 in (16,3 m) (z rotorji)
- Premer rotorja: 43 ft 11 in (13,4 m)
- Višina: 13 ft 5 in (4,1 m)
- Prazna teža: 6.610 lb (2 998 kg)
- Maks. vzletna teža: 10.000 lb (4 540 kg)
- Motor: 1 × Pratt & Whitney Canada T400-CP-400 (PT6T-3 Twin-Pac - v resnici dva PT6) turbogredni, 1.800 KM (1.342 kW), omejen na 1530 KM zaradi transmisije
- Rotor: 2-kraki glavni rotor, 2-kraki repni rotor
- Dolžina trupa: 45 ft 9 in (13,5 m)
- Razpon kril za namestitev orožja: 10 ft 9 in (3,28 m)

- Neprekoračljiva hitrost: 190 vozlov (219 mph, 352 km/h)
- Maks. hitrost: 152 vozlov (175 mph, 282 km/h)
- Dolet: 311 nmi (358 mi, 576 km)
- Višina leta (servisna): 10.500 ft (3.215 m)
- Hitrost vzpenjanja: 1.090 ft/min (5,54 m/s)

- Orožje:
- 20 mm (0,787 in) 3-cevni Gatlingov top M197 s 750 naboji
- 2,75 in (70 mm) rakete Mk 40 ali Hydra 70
- 5 in (127 mm) rakete Zuni
- raketa zrak-zrak AIM-9 Sidewinder

## Tehnične specifikacije (AH-1W SuperCobra)
- Posadka: 2: pilot in operater orožja
- Dolžina: 58 ft (17,7 m) (z rotorji)
- Premer rotorja: 48 ft (14,6 m)
- Višina: 13 ft 9 in (4,19 m)
- Površina rotorja: 1809 ft² (168,1 m²)
- Prazna teža: 10.200 lb (4.630 kg)
- Maks. vzletna teža: 14.750 lb (6.690 kg)
- Motorji: 2 × turbogredni General Electric T700-401, 1.690 KM (1.300 kW) vsak
- Rotor: 2-kraki glavni rotor, 2-kraki repni rotor
- Dolžina trupa: 45 ft 7 in (13,9 m)
- Razpon kril za namestitev orožja: 10 ft 9 in (3,28 m)

- Neprekoračljiva hitrost: 190 vozlov (219 mph, 352 km/h)
- Dolet: 317 nmi (365 mi, 587 km)
- Višina leta (servisn): 12.200 ft (3.720 m)
- Hitrost vzpenjanja: 1.620 ft/min (8,2 m/s)

- Orožje:
- 20 mm (0.787 in) 3-cevni Gatlingov top M197 s 750 naboji
- 2,75 in (70 mm) rakete Mk 40 ali Hydra 70, ali APKWS II
- 5 in (127 mm) rakete Zuni
- raketa zrak-zrak AIM-9 Sidewinder
- protioklepne rakete TOW
- protioklepne rakete AGM-114 Hellfire